# Cocculina conica
Cocculina conica är en snäckart som beskrevs av Addison Emery Verrill 1884. Cocculina conica ingår i släktet Cocculina och familjen Cocculinidae. Inga underarter finns listade i Catalogue of Life.